# Psiloderces rimbu
Psiloderces rimbu là một loài nhện trong họ Ochyroceratidae. Loài này phân bố ở Sumatra.